# Gyűjtögetős kártyajáték
A gyűjtögetős kártyajátékok olyan kártyajátékok, amelyekben ötvöződik a gyűjtés öröme és a stratégiai játékok izgalma. Ezeket a speciális kártyajátékokat a játékosok többnyire a saját maguk által összerakott egyedi paklikkal játsszák. A paklik összeállításához nem ritkán több ezer laptípus áll rendelkezésre. A különböző játékok esetén, habár van hasonlóság, de részleteiben számos eltérés van. A kártyajátékok témája leginkább fantasy, vagy ritkábban sci-fi műfajból merít.

## Történelme
Az első gyűjtögetős kártyaszerű játék az 1904-ben a „The Allegheny Card Co.” által kiadott „The Base Ball Card Game” sportkártyajáték volt, de ez aztán nem terjedt el hosszútávon. Habár ezután az Észak-Amerikában komoly kultúrája volt (és van) a gyűjtögetős sport kártyáknak, de ezek a kártyák játékra nem alkalmasak.
A mai értelemben vett első (és stílusteremtő) gyűjtögetős kártyajátékot a matematikus Richard Garfield tervezte meg a '80-as évek végén és 1993-ban adta ki a Wizards of the Coast kiadó „Magic: The Gathering” néven. Világszerte máig ez a legnépszerűbb gyűjtögetős kártyajáték, amely mintaként szolgált a később megjelent kártyák számára.

## Hogyan játsszák?

### Mi kell a játékhoz?

#### A játék pakli
A legfontosabb, és gyakorlatilag kizárólagos szükséges eszközök a játékkártyák. A gyűjtögetős kártyajátékok, habár eltérőek, de abban megegyeznek, hogy a játszmához használt kártyalapokat a játékos maga válogatja össze az általa játszani kívánt stratégia szerint (esetenként játékonként cserélve a lapokat). Az így egyedien összeállított paklik összetételét az ellenfelek nem ismerik, és a pakliból csak az azt összeállító játékos húz majd. A választékot szolgáltató kártyacsomagok kereskedelmi forgalomban úgy kaphatóak, hogy tartalmuk részben eltérő, így az egyes lapok gyakorisága és előfordulási esélye a vásárolt paklikban különbözik. Így a vásárolt csomagok tartalma mindig meglepetéssel szolgál, ezzel külön izgalmat adva a játéknak. Ennek velejárója, hogy időnként felesleges és szükségtelen lapokat is kap a vásárló, amiket viszont vagy elcserélhet a társaival - ezáltal közösségi életet él - vagy pedig szakboltokban értékesítheti őket. Természetesen ekképpen a szakboltokban speciális hiányzó lapok többsége is beszerezhető külön, egyedi áron. A lapok ráadásul nem egyenértékűek. Ehhez aztán hozzáadódik még az aktuális uralkodó játékstílusok által kedvelt lapok érték emelkedése vagy esése.
Összefoglalva, a gyűjtögetős kártyajátékokkal való tevékenység három fő részből áll:
- A szükséges kártyák összegyűjtése csere vagy vásárlás által.
- A játékpakli összeállítása egyéni stratégia szerint. Legtöbbször vannak korlátozások, amit figyelembe kell venni:
  - A pakli minimális és maximális mérte (ha adott). Vagyis: hány darab kártya képezi a játék paklit?
  - Egyforma lapok, vagy egyforma típusú lapok minimális és maximális száma.
  - Egyedi lapszabályozások (pl. tiltott lapok). Ezek megadása főleg versenyen szokás.
- A játékban, illetve versenyeken való részvétel.

A kártyákon kívül többnyire nincs más lényeges játékelem, de ebben lehetnek apró eltérések. Az adminisztratív adatok, pontok feljegyzése véget szokás még valamilyen segédeszköz használata, mint papír, dobókocka (néha a kezdés sorrendjének eldöntésére is) vagy egyéb, darabszám jelzésére szolgáló eszköz (token, kavics stb.) Az értékesebb lapok számára védő fólia vagy speciális tartó használata is lehetséges.

#### A kártyacsomag
Az üzleti modell alapja az egyéni játékpakli lapjait biztosító kártyacsomagok értékesítése. Alapvetően minden gyűjthető kártyának (akárcsak a sportkártyáknak) van egy besorolása előfordulási esélye szerint. Gyűjtögető kártyafajtánként több besorolás is lehet, de a legjellemzőbb a „gyakori (common)”, „nem gyakori (uncommon)” és „ritka (rare)” típusú lapok. Ezen laptípusokból egy kereskedelmi csomagban meghatározott számú kerül. Azonban az már véletlenszerű, hogy az adott laptípusból pontosan melyik kerül bele a (gyakran) több ezer fajta lapból. Ezért aztán, habár elvileg egy-két kereskedelmi kártyajáték csomag elég egy játékhoz, a gyakorlatban ez nem egészen igaz, hiszen a kiépíteni kívánt játékstratégia adott lapokat kíván meg. Minél komolyabb szinten gyakorolja valaki a játékot, annál komolyabb kártyaválasztékkal kell rendelkeznie. Ezért előfordulhatnak százezres, vagy milliós értékű kártyagyűjtemények, amelyek több hónapos vagy inkább éves gyűjtőmunka eredményei.
Tovább bonyolítja a helyzetet, hogy ezen kereskedelmi kártyacsomagokból is több fajta létezhet.
- Az alapértelmezés az ún. „alapcsomag”, amely a játék indításakor elsőként megjelenik, folyamatosan kapható és tartalma évről évre minimálisan változik. A piacra dobáskor sikertelen játékokból rendszerint nincs is más.
- Második jellemző csomag a „kiegészítő kártyacsomag (booster)”. Ez a szezonálisan - évente akár többször - megjelenő csomag biztosítja a játék új fajta lapjait és változatosságát, valamint a kibocsátó cég bevételének gerincét. Egy adott szezonális kiadás csomag sok esetben a szezon lejárta után nem kapható többet kereskedelmi forgalomban. Ezen csomagok lapjait később egyéni úton lehet beszerezni, ami a fontos lapok esetén a lap árának felértékelődéshez vezet.
- Speciális csomagok. Ezen különleges csomagok alkalmiak (egyszeri alkalommal jelenik meg a szezonális kiegészítő csomagtól független) vagy pedig speciális célt szolgálnak (többszöri megjelenéssel), ez utóbbi például a kezdőket segítő (amatőr)játékra kész paklit tartalmazó „kezdőcsomag”.

### A játék menete

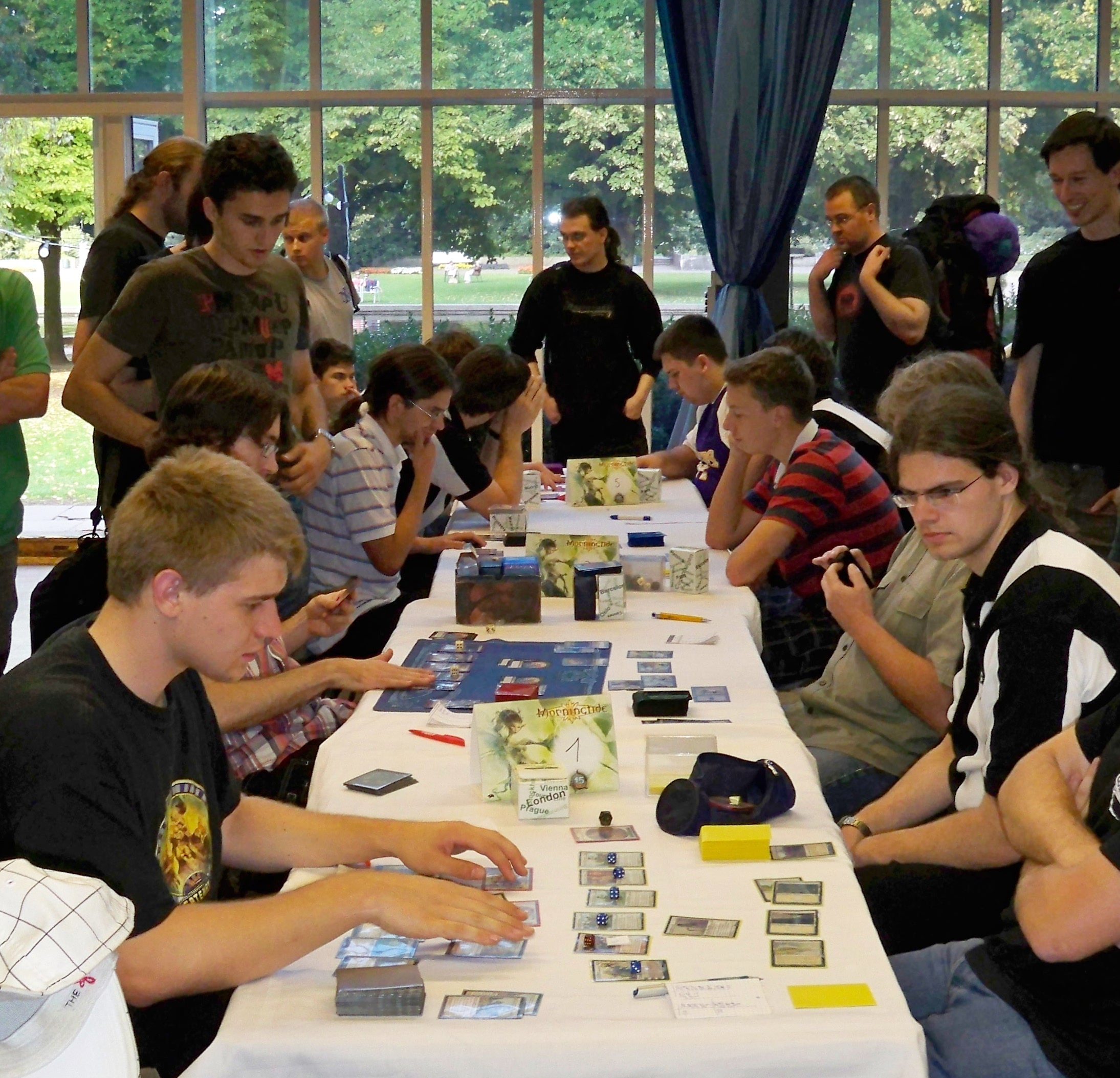
Magic: The Gathering játékosok

Általában két játékos játszik egymás ellen, de nem ritka a négy játékosos vagy páros viadalok illetve ritkább esetben az ennél több szereplős játékok.

#### A játékot előkészítő tevékenységek
A játékosok a paklikat alaposan összekeverik és eldöntik a kezdési sorrendet. Ettől kezdve játéktípustól eltérően vannak finom eltérések, de a játékot előkészítő szakasz többnyire a következő lépéseket tartalmazza:
- A legtöbb ilyen kártyajátékban minden játékos kap ún. „életpontokat”, melyeket kell az ellenfélnek lenulláznia a győzelemhez.
- Mindenki húz egy adott számú kártyát az általa összeállított pakliból. Alapértelmezésben mindenki a saját paklijából húz csak a játék folyamán (néhány speciális lap módosíthat ezen a szabályon ideiglenesen). A kihúzott lapokat az ellenfél nem láthatja.
- Ritkább esetben mindenki kap egy alapértelmezett tevékenységi pontot, amiből gazdálkodhat később (pl.: lapkijátszáshoz szükséges pont).

#### A körök
Ezután a játék ún. „körökből” áll. Minden játékos fő tevékenységét a saját körében végzi, majd befejeztével az ellenfél jön és az ő tevékenységi köre. Persze a passzív fél számára is van korlátozott cselekedetekre - főleg reakciókra - lehetőség a „körén” kívül. A körök tevékenységének pontos összetételében játékonként nagy az eltérés, de többnyire a következő szakaszokból áll (a kifejtések csak példák):
- Előkészítő szakasz: Tevékenységi pontot kap a körét végző a játékos, vagy aktivizálódnak lapok vagy egyéb hatások. A játékosok nem cselekedhetnek ebben a szakaszban.
- Kártya húzása: Akinek a köre van az húz egy lapot ha nincs módosító tényező.
- Lapok kijátszása vagy első fő szakasz: A körét töltő játékos lapokat játszhat ki vagy a már kijátszott lapokkal tevékenységet végez, amire az ellenfél többnyire reagálhat. A legtöbb játék esetén nem elég hogy a lap kézben van, hanem kijátszásukhoz a körönként kapható tevékenységi pontból kell költeni kártyánként meghatározott mennyiséget (kivétel néhány speciális laptípus, mint a Magic esetén a tevékenységi pontot termelő „földek”). A tevékenységi pontokból való gazdálkodás növeli a stratégia szemlélet fontosságát. A játékból kikerülő lapokat a játékosok külön gyűjtik. Ezek a lapok többnyire szabadon megtekinthetőek az ellenfél által, amely által következtethet az adott pakli összeállítás stratégiájára.
- Támadás, harc: A körét végző játékos támadást intézhet az ellenfél lapjai vagy maga az ellenfél (életpontja) ellen.
- Támadás utáni vagy második fő szakasz: a támadás eredményétől függően tevékenységet végez az a játékos akinek a köre van, amire az ellenfél többnyire reagálhat.
- Záró fázis: A kör befejezte, bizonyos hatások érvényesültek. A játékosok nem cselekedhetnek ebben a szakaszban.

## Gyűjtögetős kártyajáték jelene
Az egyes játékoknak komoly rajongói bázisuk van, de összességében ezek réteg csoportok. A Magic: The Gathering üzleti sikere után számos cég kezdett hasonló játék gyártásba, illetve egyes siker könyv vagy film után pedig a gyártók készítettek a témába vágó gyűjtögetős kártyajátékokat. Azonban a játékokhoz szükséges tömegbázis megszerzése és hosszan megtartása a legtöbbek számára nem sikerül. Közel 20 év után is a Magic: The Gathering marad az iparág meghatározó szereplője. Magyarország legrégebbi gyűjtögetős kártyajátéka a „Hatalom Kártyái kártyajáték” 1995 óta létezik.

## Megjelenése a popkultúrában
- Az „Agymenők” (angolul: The Big Bang Theory) vígjátéksorozat 3. évad 5. és 5. évad 10. részének egyik témája - némileg kifigurázva - a gyűjtögetős kártyajáték. A 3/5. epizódban Sheldon és Raj benevez egy (kitalált, csak a sorozatban létező) játék, a "Ka-ah misztikus hadurai" c. bajnokságára, de Wil Wheaton a döntő mérkőzésben egy hazugsággal átveri és legyőzi Sheldonékat, megnyerve a bajnokságot.

## Ismertebb játékok
Több száz gyűjtögetős kártyajáték létezik, íme néhány példa:
- Mítosz kártyajáték
- Imperátor kártyajáték
- Álomfogó kártyajáték
- Kiválasztottak – M.A.G.U.S. kártyajáték
- Yu-Gi-Oh! (kártyajáték)
- 7th Sea
- Babylon 5
- Buffy, the Vampire Slayer
- Dune
- Guardians
- Vampire: The Eternal Struggle
- Kult
- Magi-Nation Duel
- Middle Earth
- Mythos
- Sailor Moon
- Shadowrun
- Spycraft
- Wheel of Time
- X-Files
- Magic: The Gathering
- Hatalom Kártyái kártyajáték
- Netrunner
- BattleTech
- Vampire: The Eternal Struggle
- The Great Dalmuti
- Star Wars Trading Card Game
- World of Warcraft Trading Card Game
- Call of Cthulhu Collectible Card Game
- Force of Will
- Duel Masters